# Trinidad Donoso Vázquez
Trinidad Donoso-Vázquez és pedagoga i investigadora especialitzada en perspectiva de gènere i feminismes. Llicenciada en Pedagogia i Psicologia i doctora en Ciències de l’Educació és actualment professora titular del Departament de Mètodes d’Investigació i Diagnòstic en Educació de la Universitat de Barcelona. És també coordinadora de la línia de gènere del Grup d’Investigació en Educació Intercultural (GREDI).
La seva activitat en recerca comença el 1988 i des de llavors ha publicat desenes d'articles. De les seves obres publicades destaquen els llibres Violencias de genero entornos virtuales escrit en col·laboració amb Àngeles Rebollo Catalán i publicat per l’editorial Octaedro i Superar las secuelas de la violencia machista. Las voces de las mujeres y sus hijas e hijos publicat per Egregius Ediciones.
Va ser delegada del rector per la Igualtat de Gènere a la Universitat de Barcelona entre 2014 i 2016. Actualment és també directora científica de la Càtedra de Perspectiva de Gènere i Feminismes de l'Ajuntament de Cornellà.